# Orlando Beltran Quevedo
Orlando Beltran kardinál Quevedo OMI (* 11. března 1939, Laoag, Filipíny) je filipínský římskokatolický kněz, arcibiskup cotabatský a od roku 2014 také kardinál.

## Život
Klasickým studiím se věnoval na Střední škole Notre Dame v Marbelu a také studoval filosofii v Menším semináři Svatého Josefa (Quezon City). Vstoupil k Misionářům oblátům Panny Marie Neposkvrněné ve Washingtonu, D.C. (USA) kde dokončil svá studia a získal titul z pedagogiky na Univerzitě Svatého Tomáše v Manile. Na kněze byl vysvěcen dne 5. června 1964 a působil jako asistent farního kněze katedrály v Cotabato. Působil také jako profesor na univerzitě Notre Dame ve stejném městě a jako farní kněz. Dne 23. července 1980 se stal biskupem-prelátem prelatury Kidapawan a tuto funkci vykonával do 15. listopadu 1982. Biskupské svěcení přijal 28. října 1980 z rukou Bruna Torpiglianiho a spolusvětiteli byli Philip Francis Smith a Federico O. Escaler. Protože prelatura povýšena byla na diecézi, stal se diecézním biskupem. O čtyři roky později byl ustanoven metropolitním arcibiskupem Nueva Segovia. Úřad arcibiskupa Nueva Segovia vykonával až do dne 30. května 1998, kdy byl zvolen metropolitním arcibiskupem Cotabata. Tento úřad vykonává dodnes.
Dne 22. února 2014 jej papež František jmenoval kardinálem.